# Coniopteryx albostriata
Coniopteryx albostriata är en insektsart som beskrevs av Bo Tjeder 1957. Coniopteryx albostriata ingår i släktet Coniopteryx och familjen vaxsländor. Inga underarter finns listade i Catalogue of Life.